# Andreas Müller (wielrenner)
Andreas Muller (Berlijn, 25 november 1979) is een Duitsland geboren Oostenrijks voormalig wielrenner. Tot 2008 kwam hij uit met een Duitse licentie, vanaf 1 januari schakelde hij over op een Oostenrijkse.

## Carrière
Al snel werd duidelijk dat Muller een specialist was in de ploegkoers. Zo behaalde hij in 2003 aan de zijde van de ervaren Guido Fulst verschillende overwinningen in de wereldbeker. Zijn grootste successen boekte hij echter als Oostenrijker, vanaf 2008. Zo werd hij op het WK begin 2009 derde op het onderdeel scratch. Achter de ontsnapte Fransman Morgan Kneisky spurtte Angel Colla uit Argentinië voor Muller naar de tweede plek. Vier jaar later deed hij zelfs één plek beter, hij pakte het zilver achter Martyn Irvine.
Op de ploegkoers vormde hij steevast een duo met Andreas Graf, hun grootste succes was het behalen van de Europese titel in 2014.
Graf was ook een vaste klant tijdens Zesdaagsen. Hij wist er één te winnen; aan de zijde van Kenny De Ketele won hij begin 2014 de Zesdaagse van Berlijn.

## Overwinningen

### Wegwielrennen
2015
7e etappe An Post Rás

### Baanwielrennen
| Jaar             | / NK                                         | EK          | WK          | Overig                                                 |
| Als Duitser      | Als Duitser                                  | Als Duitser | Als Duitser | Als Duitser                                            |
| ---------------- | -------------------------------------------- | ----------- | ----------- | ------------------------------------------------------ |
| 1998             | ploegenachtervolging                         |             |             |                                                        |
| 1999             |                                              |             |             |                                                        |
| 2000             | ploegachtervolging                           |             |             |                                                        |
| 2001             | puntenkoers ploegenachtervolging             |             |             |                                                        |
| 2002             | puntenkoers ploegenachtervolging             |             |             |                                                        |
| 2003             | ploegkoers                                   |             |             | WB Moskou: ploegkoers, WB Sydney: ploegkoers           |
| 2004             | ploegkoers puntenkoers                       |             |             | Athene: ploegkoers                                     |
| 2005             | puntenkoers ploegenachtervolging             |             |             |                                                        |
| 2006             | ploegkoers puntenkoers                       |             |             |                                                        |
| 2007             |                                              |             |             |                                                        |
| Als Oostenrijker |                                              |             |             |                                                        |
| 2008             | ploegkoers puntenkoers scratch achtervolging |             |             |                                                        |
| 2009             | puntenkoers achtervolging                    |             | scratch     |                                                        |
| 2010             | puntenkoers achtervolging                    |             |             | 3daagse Aigle                                          |
| 2011             | achtervolging                                |             |             |                                                        |
| 2012             |                                              |             |             |                                                        |
| 2013             | puntenkoers ploegkoers                       |             | scratch     | WB Manchester: scratch                                 |
| 2014             | puntenkoers 1km                              | ploegkoers  |             | 6daagse Berlijn, Singen: ploegkoers, Wenen: Ploegkoers |
| 2015             | ploegkoers scratch puntenkoers omnium        |             |             |                                                        |
| 2016             | koppelkoers                                  |             |             |                                                        |
| 2017             | koppelkoers scratch                          |             |             |                                                        |
| 2018             | koppelkoers puntenkoers keirin sprint omnium |             |             |                                                        |
| 2019             | puntenkoers koppelkoers omnium               |             |             | Europese Spelen: ploegkoers                            |
| 2020             | omnium scratch Ploegkoers                    |             |             |                                                        |

Edmüller · Erler · Gogl · Hasibeder · Homolka · Kendler · Kratochvila · Kuen · Lechner · Matzner · Müller · Ranacher · Reiter · Schrangl · Zeller
Edmüller · Gazvoda · Gogl · Holzinger · Kendler · Koudela · Kratochvila · Kuen · Lechner · Meier · Meiler · Müller · Ranacher · Reiter
Baldauf · Benetseder · Fankhauser · Graf · M.Hammerschmid · R.Hammerschmid · Hofer · Hopfgartner · Hrinkow · Meier · Müller